# Église Saint-Pierre des Corvées-les-Yys
Pour les articles homonymes, voir Église Saint-Pierre.
L'église Saint-Pierre est une église catholique située aux Corvées-les-Yys, en France.

## Localisation
L'église est située dans le département français d'Eure-et-Loir, sur la commune des Corvées-les-Yys.

## Historique
L'édifice est inscrit au titre des monuments historiques en 2008.